# وایتکریج
وایتکریج (به انگلیسی: Whitecraig) یک روستا در بریتانیا است که در لوتیان شرقی واقع شده‌است.